# Kruszew (Grójec)
Pour les articles homonymes, voir Kruszew.
Kruszew (prononciation : [ˈkruʂɛf]) est un village polonais de la gmina de Pniewy dans le powiat de Grójec de la voïvodie de Mazovie dans le centre-est de la Pologne.
Il se situe à environ 4 kilomètres à l'est de Pniewy (siège de la gmina), 9 kilomètres au nord-ouest de Grójec (siège du powiat) et à 37 kilomètres au sud-ouest de Varsovie (capitale de la Pologne).

## Histoire
De 1975 à 1998, le village appartenait administrativement à la voïvodie de Radom.